# Malo Vaga
Malo Vaga (12 aprile 1965) è un allenatore di calcio samoano.

## Carriera
Ha allenato la nazionale samoana durante la Coppa d'Oceania nel 2012.